# 2006 en Égypte
Chronologie de l'Égypte
- 2002
- 2003
- 2004
- 2005
- 2006
- 2007
- 2008
- 2009
- 2010

Cet article présente les faits marquants de l'année 2006 en Égypte.

## Évènements
- Travail des enfants : l’Organisation internationale du travail (OIT) a publié son deuxième rapport global sur le travail des enfants dans le Monde. L’Afrique est le continent le plus touché avec 49,3 millions d’enfants travailleurs âgés de 5 à 17 ans. Plus d’un enfant africain de 5 à 14 ans sur 4 (26,4 %) travaille[1]. En Égypte, en marge de la Coupe d'Afrique des nations de football, une campagne intitulée « carton rouge contre le travail des enfants » a été lancée au Caire afin de «  faire de l’élimination progressive des pires formes du travail des enfants une priorité ».
- 10 février : découverte, dans la vallée des rois, d'une nouvelle tombe royale (la tombe KV63) contenant le sarcophage de la reine Kiya.
- 17 février :  la grippe aviaire est découvert chez des volailles d'élevage.
- 20 avril : Jacques Chirac se rend en Égypte pour inaugurer une nouvelle Université et commémorer le crash de l'avion à Charm el-Cheikh.

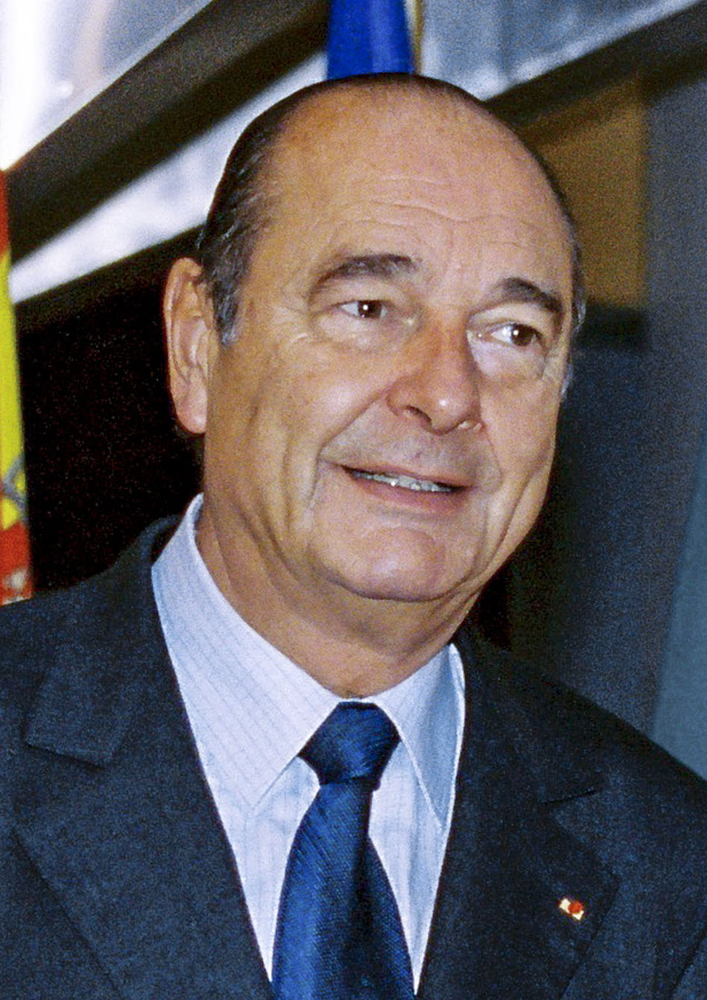
Jacques Chirac.

- 24 avril : Attentats du 24 avril 2006 à Dahab. Il s'agit d'un triple attentat-suicide[2],[3] survenu vers 19 h 15, heure locale, (17 h 15 UTC) dans la station balnéaire de Dahab, située sur le golfe d'Aqaba, à l'extrémité orientale du Sinaï, en Égypte. Les explosions ont eu lieu à quelques secondes d'intervalle. Selon des sources de sécurité[Lesquelles ?], les bombes ont été actionnées à distance. Les attaques ont visé deux restaurants, Nelson et Alaeddine, et le supermarché Ghazala. Elles ont eu lieu en pleine période des fêtes égyptiennes du printemps qui attirent de nombreux touristes, notamment étrangers.
- 26 avril : Attentats du 26 avril 2006 dans le Nord-Sinaï.
- 8 novembre : Indice de développement humain. Le Programme des Nations Unies pour le développement rend son rapport sur l’indice de développement humain (IDH) dans le monde, l’île Maurice est le seul pays africain ayant un IDH élevé. La Libye, l’Algérie, l’Égypte, la Guinée équatoriale, l’Afrique du Sud, le Maroc, le Gabon et la Namibie figure parmi les pays ayant un IDH moyen. Parmi les pays ayant un IDH faible, on trouve la République du Congo, le Ghana, le Togo, Djibouti, le Lesotho, le Zimbabwe, le Kenya, la Mauritanie, la Gambie, le Sénégal, l’Érythrée, le Rwanda, le Soudan, Madagascar, le Cameroun, l’Ouganda, la République démocratique du Congo, le Burundi, l’Éthiopie, le Tchad, la République centrafricaine, La Côte d’Ivoire.
- 6 décembre : Conférence de Bamako : à l’ouverture de la conférence internationale sur la grippe aviaire ouverte le 6 décembre, Modibo Traoré, représentant de l’Union africaine a déclaré que trois (Nigeria, Soudan, Égypte) des huit pays africains touchés par la grippe aviaire « continuent d'enregistrer de nouveaux foyers ». L’épizootie de grippe aviaires a entraîné la mort ou la destruction de quinze millions de volatiles dans les huit pays touchés[4].
- 12 décembre (Égypte) : manifestation des opposants non-religieux de Kifaya au Caire, pour protester contre la politique du gouvernement et rendre public leur soupçon quant à la volonté du président Hosni Moubarak de modifier la constitution en faveur de l'élection de son fils Gamal.

## Culture

### Cinéma
- El-Banate Dol
- L'Immeuble Yacoubian (film)
- Makan esmoh alwatan
- Mort d'un pharaon (Anouar El Sadate)

## Sport

### Football
- Coupe d'Afrique des nations de football: Elle a eu lieu en Égypte du 20 janvier au 10 février. En finale, L'Égypte a battu la Côte d'Ivoire aux tirs au but.
- Championnat d'Égypte de football 2005-2006
- Supercoupe de la CAF 2006

### Handball
- Championnat d'Afrique de handball masculin : l'équipe de Tunisie masculine de handball a remporté la finale face aux égyptiens 26 à 21.

### Pentathlon moderne
- Championnats d'Afrique de pentathlon moderne 2006

### Squash
- Heliopolis Open 2006
- Hurghada International 2006